# Cauca contestata
Cauca contestata är en skalbaggsart som beskrevs av Lane 1970. Cauca contestata ingår i släktet Cauca och familjen långhorningar. Inga underarter finns listade.